# Френк хисар
„Френк хисар“, или Френкхисар, e местност, бивш квартал, във Велико Търново. Намира се в историческата част от югоизточната страна на хълма Царевец, заобиколен от всички страни от река Янтра.

## История
Открити са следи от Римската епоха. Сред тях е ранновизантийска базилика с размери 40 на 20 метра, разрушена най-вероятно през VI – VII век от варварските нашествия. По времето на Втората българска държава, когато Търновград е столица, според пътеписите е бил квартал на търговци, предимно генуезци, латини, душани.
Там е открит и средновековен български манастир от времето на Асеневци, който е сред 3-те Богородични манастира. Според проф. Хитко Вачев, твърде вероятно е този манастир да е измежду местата, свързани с пресвета Богородица Дева Мария. Археолозите са открили над 4000 стенописни фрагмента със запазена орнаментика и още над 700 елемента от мозаечна (вероятно) патронна икона на Богородица.
По време на Османското владичество там има теке и джамия. След Освобождението районът обраства с дървета.
След 1930-те години мястото се заселва и се построяват повече от 60 къщи. През 1980-те години жителите на квартала са изселени. През 2017 г. в местността се построява туристически обект – парк с миниатюри на най-значимите места в България.
През 2017 г. в местността е открит парк „Търновград – духът на хилядолетна България“.